# Liga Regional de Lima y Callao
La Liga Regional de Lima y Callao fue un torneo de fútbol en Perú fundado en 1941. En sus dos primeros años actuó como segunda categoría y en los años siguientes desempeñó el papel de tercera categoría hasta su desaparición en 1950. La Liga Regional de Lima y Callao fue organizado por la Federación Peruana de Fútbol. 

## Historia
La Liga Regional de Lima y Callao era un campeonato de antaño que existió en Perú donde el campeón y a veces el subcampeón de la liga ascendía a jugar en la Segunda División del año siguiente. Antes de la creación de la Asociación No Amateur (ANA), actuó como la segunda categoría después de la división de honor. A partir del 1943, el torneo tenía un peso como tercera categoría, después de la recién formada Segunda División.
La Liga Regional de Lima y Callao fue creada de manera oficial en 1941; sin embargo se inició ese año de manera experimental y tenía Primera, Segunda y Tercera División. Formaron parte de la Primera División de la Liga Regional los equipos de la Liga de Lima y Liga del Callao que habían disputado la Primera División de esas ligas en la temporada anterior, además de los equipos que ascendieron de la categoría inmediata inferior.
Muchos equipos populares de Lima y Callao se dieron a conocer en Segunda División y Primera División gracias a este campeonato como por ejemplo: Porvenir Miraflores, Defensor Arica, KDT Nacional, Association Chorrillos, Unión Callao, Carlos Concha, entre otros.
Se disputó hasta 1950. Tras su disolución fueron refundadas en 1951 la Liga de Lima y la Liga del Callao.

## Actualidad
Desde el año 2022 a la fecha, retorna la Liga Regional de Lima y Callao. Sin embargo, está dedicado a los campeonatos de fútbol 7. Por tal motivo, tiene la denominación Liga Regional De Lima y Callao De Fútbol 7. Adicionalmente, la liga está aprobada y promocionada por la Federación Peruana de Fútbol.

## Estructura
- Primera División Regional
- Segunda División Regional
- Tercera División Regional

## Primera División Regional
| Año  | Campeón                                                   | Subcampeón                                                | Tercero                                                   |
| ---- | --------------------------------------------------------- | --------------------------------------------------------- | --------------------------------------------------------- |
| 1941 | Santiago Barranco                                         | Centro Iqueño                                             | Ciclista Lima                                             |
| 1942 | Ciclista Lima                                             | Progresista Apurímac                                      | Unión Carbone                                             |
| 1943 | Jorge Chávez                                              | Atlético Lusitania                                        | KDT Nacional                                              |
| 1944 | Atlético Lusitania                                        | Unión Callao                                              | KDT Nacional                                              |
| 1945 | Unión Callao                                              | Association Chorrillos                                    | Juventud Gloria                                           |
| 1946 | Carlos Concha                                             | KDT Nacional                                              | Defensor Arica                                            |
| 1947 | Defensor Arica                                            | KDT Nacional                                              | Deportivo Colonial                                        |
| 1948 | No hubo torneo debido al Golpe de Estado en Perú de 1948. | No hubo torneo debido al Golpe de Estado en Perú de 1948. | No hubo torneo debido al Golpe de Estado en Perú de 1948. |
| 1949 | Unión Carbone                                             | Porvenir Miraflores                                       | Estudiantes San Roberto                                   |
| 1950 | KDT Nacional                                              | Juventud Gloria                                           | Pedro Icochea                                             |

## Segunda División Regional
| Ed. | Año  | Año     | Ganador | Subcampeón |
| --- | ---- | ------- | --- | --- |
| 1   | 1942 | Serie A | Association Chorrillos | Coronel León Velarde |
| 1   | 1942 | Serie B | KDT Nacional (Campeón) | Santiago Rossell |
| 2   | 1943 | Serie A | Juventud Gloria (Campeón) | Roberto Acevedo |
| 2   | 1943 | Serie B | Unión Callao | San Lorenzo de Almagro |
| 3   | 1944 | Serie A | Defensor Arica | Defensor Guido |
| 3   | 1944 | Serie B | San Lorenzo de Almagro | Jorge Washington |
| 4   | 1945 | Serie A | Carlos Concha | Pedro Icochea |
| 4   | 1945 | Serie B | Defensor Guido | Atlético Ucayali |
| 5   | 1946 | Serie A | Estudiantes San Roberto | Unión Buenos Aires |
| 5   | 1946 | Serie B | Deportivo Colonial | Sportivo Palermo |
| 6   | 1947 | Serie A | Combinado Rímac (Campeón) | Unión Lloque Yupanqui |
| 6   | 1947 | Serie B | White Star | Jorge Washington |
| –   | 1948 | 1948    | No hubo torneo debido al Golpe de Estado en Perú de 1948. | No hubo torneo debido al Golpe de Estado en Perú de 1948. |
| 7   | 1949 | Serie A | Juventud Perú | Defensor Lima |
| 7   | 1949 | Serie B | Juventud Soledad (Campeón) | Atlético Barrio Frigorífico |
| 8   | 1950 | 1950    | No se jugó por la reestructuración de torneos. Por ubicación en el torneo de 1949 fueron promovidos 9 equipos a la Primera de Lima o del Callao de 1951. (Defensor Lima, Juventud White Star, Deportivo Olivos, Unión Lloque Yupanqui, Unión Estrella, Sportivo Palermo, Jorge Washington, Ciclista Alianza Miraflores y Atlético Barrio Frigorífico). | No se jugó por la reestructuración de torneos. Por ubicación en el torneo de 1949 fueron promovidos 9 equipos a la Primera de Lima o del Callao de 1951. (Defensor Lima, Juventud White Star, Deportivo Olivos, Unión Lloque Yupanqui, Unión Estrella, Sportivo Palermo, Jorge Washington, Ciclista Alianza Miraflores y Atlético Barrio Frigorífico). |

## Tercera División Regional
| Año  | Campeón | Subcampeón | Tercero | |
| ---- | --- | --- | --- | --- |
| 1941 | Association Chorrillos | Defensor Arica | KDT Nacional | |
| 1942 | Los 10 equipos ganadores de cada serie clasificaron a la Promoción. (Defensor Arica, Juventud White Star, Roberto Acevedo, Atlético Peruano, Once Amigos Lobatón, Ciclista Alianza Miraflores, Sport Almagro, San Lorenzo de Almagro, Unión Callao and Nueve de Diciembre). | Los 10 equipos ganadores de cada serie clasificaron a la Promoción. (Defensor Arica, Juventud White Star, Roberto Acevedo, Atlético Peruano, Once Amigos Lobatón, Ciclista Alianza Miraflores, Sport Almagro, San Lorenzo de Almagro, Unión Callao and Nueve de Diciembre). | Los 10 equipos ganadores de cada serie clasificaron a la Promoción. (Defensor Arica, Juventud White Star, Roberto Acevedo, Atlético Peruano, Once Amigos Lobatón, Ciclista Alianza Miraflores, Sport Almagro, San Lorenzo de Almagro, Unión Callao and Nueve de Diciembre). | |
| 1943 | Atlético Ucayali | Jorge Washington | Miguel Grau | |
| 1944 | Atlético Excelsior | Unión Buenos Aires | Pedro Icochea | |
| 1945 | Los 6 equipos campeones y los 6 sub campeones de cada serie fueron promovidos a la Segunda División Regional. Serie A: Unión Lloque Yupanqui y Unión Porvenir Serie B: Estudiantes San Roberto y Barrio Obrero Caquetá Serie C: Alianza Limoncillo y Combinado Rímac Serie D: Victoria FBC y Once Amigos Lobatón Serie E: Atlético Barrio Frigorífico y Deportivo Colonial Serie F: Fraternal Barranco y Unión Buenos Aires. | Los 6 equipos campeones y los 6 sub campeones de cada serie fueron promovidos a la Segunda División Regional. Serie A: Unión Lloque Yupanqui y Unión Porvenir Serie B: Estudiantes San Roberto y Barrio Obrero Caquetá Serie C: Alianza Limoncillo y Combinado Rímac Serie D: Victoria FBC y Once Amigos Lobatón Serie E: Atlético Barrio Frigorífico y Deportivo Colonial Serie F: Fraternal Barranco y Unión Buenos Aires. | Los 6 equipos campeones y los 6 sub campeones de cada serie fueron promovidos a la Segunda División Regional. Serie A: Unión Lloque Yupanqui y Unión Porvenir Serie B: Estudiantes San Roberto y Barrio Obrero Caquetá Serie C: Alianza Limoncillo y Combinado Rímac Serie D: Victoria FBC y Once Amigos Lobatón Serie E: Atlético Barrio Frigorífico y Deportivo Colonial Serie F: Fraternal Barranco y Unión Buenos Aires. | |
| 1946 | White Star | Villa Olímpica | San Lorenzo Miraflores | |
| 1947 | Ciclista Alianza Miraflores | Deportivo Olivos | Defensor Lima | |
| 1948 | No hubo torneo debido al Golpe de Estado en Perú de 1948. | No hubo torneo debido al Golpe de Estado en Perú de 1948. | No hubo torneo debido al Golpe de Estado en Perú de 1948. | |
| 1949 | Alianza Libertad | Sport Almagro | Unión América | |
| 1950 | Defensor Espinar | Adicionalmente fueron promovidos 4 equipos (Deportivo Huáscar, Defensor Breña, Roberto Acevedo and Silver Boys). | Adicionalmente fueron promovidos 4 equipos (Deportivo Huáscar, Defensor Breña, Roberto Acevedo and Silver Boys). | Adicionalmente fueron promovidos 4 equipos (Deportivo Huáscar, Defensor Breña, Roberto Acevedo and Silver Boys). |

## Ediciones

### Liga Regional de Lima y Callao 1941

#### Primera División
La Primera División estaba formada con base en los clubes que integraban la Liga Nacional (División de Honor de 1940) antes de la reestructuración producida con la creación de la Asociación No Amateur (ANA).

#### Segunda División
En la práctica cumplió el rol de primera división de la Liga Regional (se le consideraba como la primera división regional). Mientras La liguilla de promoción desempeñó la función de la segunda división regional.
Equipos participantes:
- Santiago Barranco[4]  - Campeón, sube a Primera División 1942
- Centro Iqueño[4]  - Subcampeón sube a Primera División 1942
- Ciclista Lima
- Progresista Apurímac
- Unión Carbone
- Porvenir Miraflores
- Juventud Perú
- Alianza Tucumán
- Atlético Lusitania
- Jorge Chávez
- Independencia Miraflores - a Promoción Segunda División
- Miguel Grau - a Promoción Segunda División
- Santiago Rossell - a Promoción Segunda División
- Unión Estrella - a Promoción Segunda División
- Atlético Córdoba - Desciende
- Social San Carlos - Desciende
- Juventud Gloria - Desciende
- Sportivo Palermo - Desciende

#### Liguilla de Promoción Segunda División
- Defensor Arica- 1°
- Santiago Rossell - 2°
- KDT Nacional - 3°
- Atlético Roma - 4°
- Association Chorrillos - 5°
- Miguel Grau- 6°
- Unión Estrella - 7°
- Independencia Miraflores - 8°

#### Rueda de Campeones de la Tercera División
Los mejores cuatro equipos, participan a la liguilla de promoción de la segunda división.

##### Equipos
- Defensor Arica - 1°
- Association Chorrillos - 2°
- KDT Nacional - 3°
- Atlético Roma - 4°
- Alianza Pino - 5°
- Once Amigos Walkuski - 6°
- Coronel León Velarde - 7°
- Juventud Manco Cápac - 8°

#### Tercera División
Los campeones de serie participan en la rueda de campeones para la clasificación a la liguilla de promoción a la 2da. división.

##### Serie 1 (12 equipos)
- Coronel León Velarde
- Otros equipos

##### Serie 2 (12 equipos)
- Defensor Arica
- Otros equipos

##### Serie 3 (12 equipos)
- Alianza Pino
- Otros equipos

##### Serie 4 (12 equipos)
- Juventud Manco Cápac
- Otros equipos

##### Serie 5 (10 equipos)
- Once Amigos Walkuski
- Otros equipos

##### Serie 6 (13 equipos)
- Association Chorrillos
- Otros equipos

##### Serie 7 (12 equipos)
- Atlético Roma
- Otros equipos

##### Serie 8 (12 equipos)
- KDT Nacional
- Otros equipos

### Liga Regional de Lima y Callao 1942

#### Primera División
Equipos participantes:
- Ciclista Lima - Campeón sube Segunda División 1943
- Progresista Apurímac - Subcampeón sube a Segunda División 1943.
- Unión Carbone
- Porvenir Miraflores
- Juventud Perú
- Alianza Tucumán
- Atlético Lusitania - Promoción
- Jorge Chávez - Promoción

#### Liguilla de promoción de 1.ª
- Jorge Chávez - Se mantiene en la categoría
- KDT Nacional - asciende 1° Div.
- Association Chorrillos - asciende a la 1° Div.
- Atlético Lusitania - Se mantiene en la categoría
- Coronel León Velarde - retorna a la a 2° div.
- Santiago Rossell - retorna a la a 2° div.

#### Segunda División
La F.P.F, dictó el aumento de equipos en la división. Por lo tanto, todos los equipos campeones de la tercera división y participantes en la liguilla de campeones de 1941, pasaron formar parte de la segunda división de la Liga Regional de Lima y Callao de 1942.

#### Serie A
- Association Chorrillos - Promoción a Primera
- Coronel León Velarde - Promoción a Primera
- Juventud Gloria
- Once Amigos Walkuski
- Alianza Pino
- Juventud Manco Cápac
- Independencia Miraflores - Promoción a Segunda
- Miguel Grau - Promoción a Segunda

#### Serie B
- KDT Nacional - Promoción a Primera
- Santiago Rossell - Promoción a Primera
- Defensor Arica
- Sportivo Palermo
- Atlético Córdoba
- Social San Carlos
- Unión Estrella - Promoción a Segunda
- Atlético Roma - Promoción a Segunda

 Final Segunda División
| 10 de enero de 1943 | KDT Nacional | 1:0 | Association Chorrillos | Estadio Nacional, Lima |  |

#### Liguilla de Promoción 2da
Se jugó con 14 equipos. Los dos antepenúltimos de cada serie de la segunda división. Además de todos los campeones de serie de la tercera división. Sólo 4 cupos para ascender o mantenerse en la categoría.
- Defensor Guido 1° - asciende a la 2da. div.
- Unión Callao 2° - asciende a la 2da. div.
- Unión Estrella 3° - asciende a la 2da. div.
- Juventud White Star 4° - asciende a la 2da. div.
- Roberto Acevedo 5° - asciende a la 2da. div.
- San Lorenzo de Almagro 6° - asciende a la 2da. div.
- Defensor Arica N°2
- Atlético Peruano
- Sport Almagro
- Nueve de Diciembre
- Once Amigos Lobatón
- Ciclista Alianza Miraflores
- Atlético Roma
- Miguel Grau

#### Tercera División
Los campeones de cada serie clasifica a la liguilla de promoción.

#### Serie 1
- Defensor Arica N°2
- Otros equipos

#### Serie 2
- Juventud White Star
- Otros equipos

#### Serie 3
- Roberto Acevedo
- Otros equipos

#### Serie 4
- Atlético Peruano
- Otros equipos

#### Serie 5
- Once Amigos Lobatón
- Otros equipos

#### Serie 6
- Ciclista Alianza Miraflores
- Otros equipos

#### Serie 7
- Sport Almagro
- Otros equipos

#### Serie 8
- San Lorenzo de Almagro
- Otros equipos

#### Serie 9
- Unión Callao
- Otros equipos

#### Serie 10
- Nueve de Diciembre
- Otros equipos

### Liga Regional de Lima y Callao 1943

#### Primera División
Equipos participantes:
- Jorge Chávez - Campeón sube a Segunda División 1944.
- Atlético Lusitania - Subcampeón
- Juventud Perú
- Porvenir Miraflores
- KDT Nacional
- Association Chorrillos
- Alianza Tucumán - Promoción
- Unión Carbone - Promoción

##### Liguilla de Promoción a Primera
- Unión Carbone - 1°, se mantiene
- Juventud Gloria - 2°, asciende
- Unión Callao - 3°, asciende
- Alianza Tucumán - 4°, desciende 2da

#### Serie A
- Juventud Gloria - Promoción a Primera
- Roberto Acevedo
- Alianza Pino
- Coronel León Velarde
- Defensor Guido
- Juventud Manco Cápac
- Atlético Córdoba - Promoción a Segunda
- Juventud White Star - Promoción a Segunda

#### Serie B
- Unión Callao - Promoción a Primera
- San Lorenzo de Almagro
- Santiago Rossell
- Defensor Arica
- Sportivo Palermo
- Social San Carlos
- Once Amigos Walkuski - Promoción a Segunda
- Unión Estrella - Promoción a Segunda

##### Liguilla de Promoción a Segunda
- Miguel Grau - asciende a la 2da div.
- Jorge Washington - asciende a la 2da div.
- Juventud White Star - se mantiene en la categoría
- Unión Estrella - se mantiene en la categoría
- Atlético Ucayali - asciende a la 2da div.
- Unión Buenos Aires - retorna a la 3ra div.
- Once Amigos Walkuski - Desciende a la 3ra div.
- Atlético Córdoba - Desciende a la 3ra div.

#### Rueda de Campeones de la 3ra div.
- Atlético Ucayali - Liguilla de Promoción
- Jorge Washington - Liguilla de Promoción
- Miguel Grau - Liguilla de Promoción
- Unión Buenos Aires - Liguilla de Promoción
- Sport Ilo
- Sportivo Union Lima
- Sport Almagro
- Atlético Pedro Icochea
- Once Amigos Lobaton

#### Tercera División
Los campeones de cada serie clasifica a la liguilla de promoción.

#### Serie 1 (8 equipos)
- Once Amigos Lobaton
- Otros equipos

#### Serie 2 (8 equipos)
- Sportivo Union Lima
- Otros equipos

#### Serie 3 (8 equipos)
- Sport Ilo
- Otros equipos

#### Serie 4
- Atlético Ucayali
- Otros equipos

#### Serie 5 (8 equipos)
- Miguel Grau
- Otros equipos

#### Serie 6 (8 equipos)
- Atlético Pedro Icochea
- Otros equipos

#### Serie 7 (8 equipos)
- Jorge Washington
- Otros equipos

#### Serie 8 (8 equipos)
- Unión Buenos Aires.
- Otros equipos

#### Serie 9 (8 equipos)
- Sport Almagro
- Otros equipos

### Liga Regional de Lima y Callao 1944

#### Primera División
Equipos participantes:
- Atlético Lusitania - Campeón sube a Segunda División 1945.
- Unión Callao - Subcampeón
- KDT Nacional
- Juventud Gloria
- Association Chorrillos
- Unión Carbone
- Porvenir Miraflores - Promoción
- Juventud Perú - Promoción

#### Promoción a la 1.ª División
- Porvenir Miraflores - Mantiene en la categoría
- Defensor Arica - asciende a la 1.ª división
- San Lorenzo de Almagro - asciende a la 1.ª división
- Juventud Perú - desciende a la 2da división

#### Segunda División

##### Serie 1
- Defensor Arica - Promoción a 1.ª División
- Defensor Guido
- Juventud White Star
- Miguel Grau
- Alianza Pino
- Roberto Acevedo
- Juventud Manco Cápac - Promoción a 2da División
- Coronel León Velarde - Promoción a 2da División

##### Serie 2
- San Lorenzo de Almagro - Promoción a 1.ª División
- Jorge Washington
- Alianza Tucumán
- Social San Carlos
- Sportivo Palermo
- Atlético Ucayali
- Unión Estrella - Promoción a 2da División
- Santiago Rossell - Promoción a 2da División

#### Promoción a la 2da División
- Unión Buenos Aires - a 2da División
- Atlético Excelsior del Callao - a 2da División
- Unión Estrella - a 2da División
- Atlético Pedro Icochea - a 2da División
- Eleven Boys Association - a 2da División
- Santiago Rossell
- Juventud Manco Cápac
- Coronel León Velarde

#### Rueda de Campeones de la Tercera División
- Atlético Excelsior del Callao - Promoción
- Unión Buenos Aires - Promoción
- Atlético Pedro Icochea - Promoción
- Eleven Boys Association - Promoción
- Atlético Peruano
- Defensor Lima
- Agricultor de Surco
- Sportivo Unión Lima
- Victoria F.B.C.

#### Tercera División
Los campeones de cada serie clasifica a la liguilla de promoción.

#### Serie 1
- Atlético Pedro Icochea
- Otros equipos

#### Serie 2
- Atlético Peruano
- Otros equipos

#### Serie 3
- Sportivo Unión Lima
- Otros equipos

#### Serie 4
- Defensor Lima
- Otros equipos

#### Serie 5
- Eleven Boys Association
- Otros equipos

#### Serie 6
- Victoria F.B.C.
- Otros equipos

#### Serie 7
- Agricultor de Surco
- Otros equipos

#### Serie 8
- Atlético Excelsior del Callao
- Otros equipos

#### Serie 9
- Unión Buenos Aires.
- Otros equipos

### Liga Regional de Lima y Callao 1945

#### Primera División
Equipos participantes:
- Unión Callao - Campeón sube a Segunda División 1946
- Association Chorrillos - Subcampeón sube a Segunda División 1946
- KDT Nacional
- Juventud Gloria
- Porvenir Miraflores
- Defensor Arica
- Unión Carbone
- San Lorenzo de Almagro (Callao)

#### Segunda División

##### Serie 1
- Defensor Guido 1° - asciende a 1.ª div.
- Atlético Pedro Icochea 2°
- Miguel Grau 3°
- Alianza Pino
- Roberto Acevedo
- Juventud White Star
- Juventud Perú
- Eleven Boys

##### Serie 2
- Carlos Concha (reemplazó a Atlético Excelsior) 1° - asciende a 1.ª div.
- Atlético Ucayali 2°
- Unión Buenos Aires 3°
- Unión Estrella
- Jorge Washington
- Alianza Tucumán
- Social San Carlos
- Sportivo Palermo

#### Liguilla de Ascenso a la 2da div.
- Húsares de Junín  - asciende a 2da div.
- Agricultor de Surco - asciende a 2da div.
- Sport Santa Beatriz
- Águila Negra
- Sport José Gálvez
- Sportivo White Star

### Liguilla de la Tercera División
En la presente liguilla, estaba integrada por los tres mejores equipos de cada serie. Posteriormente, los 6 mejores equipos pasan a la siguiente fase.

#### Tercera División

##### Serie 1 (10 equipos)
- Unión Lloque Yupanqui
- Unión Porvenir
- Sport Santa Beatriz - Promoción a 2da
- otros clubes

##### Serie 2 (12 equipos)
- Estudiantes San Roberto
- Barrio Obrero Caquetá
- Húsares de Junín - Promoción a 2da
- otros clubes

##### Serie 3 (12 equipos)
- Alianza Limoncillo
- Combinado Rímac
- Águila Negra del Rímac - Promoción a 2da
- otros clubes

##### Serie 4 (12 equipos)
- Victoria F.B.C.
- Once Amigos Lobatón
- Sport José Gálvez - Promoción a 2da
- otros clubes

##### Serie 5 (12 equipos)
- Atlético Barrio Frigorífico - Asciende a 2da
- Deportivo Colonial - Asciende a 2da
- Sportivo White Star - Promoción a 2da
- otros clubes

##### Serie 6 (11 equipos)
- Fraternal Sporting Barranco
- Unión Buenos Aires de Chorrillos
- Agricultor de Surco - Promoción a 2da
- otros clubes

### Liga Regional de Lima y Callao 1946

#### Primera División
- Carlos Concha - Campeón sube a Segunda División 1947
- KDT Nacional - Subcampeón
- Defensor Arica
- Juventud Gloria
- Unión Carbone
- Pedro Icochea
- San Lorenzo de Almagro (Callao)
- Miguel Grau
- Atlético Ucayali
- Porvenir Miraflores
- Defensor Guido - Desciende
- Unión Buenos Aires - Desciende

#### Segunda División
Primera serie
- Estudiantes San Roberto - asciende
- Unión Buenos Aires Chorrillos
- Combinado Rímac
- Victoria F.B.C.
- Once Amigos Lobatón
- Unión Lloque Yupanqui
- Juventud White Star
- Fraternal Barranco
- Juventud Perú
- Agricultor de Surco - a promoción
- Roberto Acevedo - desciende
- Alianza Limoncillo - desciende

Segunda serie
- Deportivo Colonial - asciende
- Sportivo Palermo
- Atlético Barrio Frigorífico
- Alianza Tucumán
- Unión Estrella
- Jorge Washington
- Eleven Boys Association
- Unión Porvenir
- Alianza Pino
- Húsares de Junín - a promoción
- Barrio Obrero Caquetá - desciende
- Social San Carlos - desciende

#### Promoción a Segunda División
Todos los equipos de la liguilla de promoción, ascendieron u mantuvieron la categoría en la 2da división.
- Agricultor de Surco
- Sportivo White Star
- San Lorenzo Miraflores
- Húsares de Junín
- Villa Olímpica
- Águila Negra

#### Rueda de campeones de la 3ra div.
- Sportivo White Star - campeón y participa liguilla promoción
- Villa Olímpica - participa liguilla promoción
- Águila Negra - participa liguilla promoción
- San Lorenzo Miraflores - participa liguilla promoción
- Sportivo Melgar

#### Tercera División

##### Serie 1 (11 equipos)
- Sportivo White Star 1°
- Otros equipos

##### Serie 2 (12 equipos)
- Águila Negra 1°
- Otros equipos

##### Serie 3 (12 equipos)
- Villa Olímpica 1°
- Otros equipos

##### Serie 4 (12 equipos)
- Sportivo Melgar 1°
- Otros equipos

##### Serie 5 (12 equipos)
- San Lorenzo Miraflores 1°
- Otros equipos

### Liga Regional de Lima y Callao 1947

#### Primera División
- Defensor Arica - Campeón sube a Segunda División 1948
- KDT Nacional - Subcampeón
- Deportivo Colonial
- Estudiantes San Roberto de San Isidro
- Juventud Gloria
- Unión Carbone
- Pedro Icochea
- San Lorenzo de Almagro (Callao)
- Miguel Grau
- Porvenir Miraflores
- Atlético Ucayali - Desciende
- Progresista Apurímac - Desciende

#### Segunda División
Primera serie
- Combinado Rímac - asciende
- Unión Lloque Yupanqui
- Unión Buenos Aires Chorrillos
- Once Amigos Lobatón
- Agricultor de Surco
- Alianza Pino
- Juventud White Star
- Villa Olímpica
- Águila Negra
- San Lorenzo Miraflores
- Eleven Boys Association - desciende
- Fraternal Barranco - desciende

Segunda serie
- Sportivo White Star - asciende
- Jorge Washington
- Alianza Tucumán
- Húsares de Junín
- Unión Porvenir
- Defensor Guido
- Sportivo Palermo
- Juventud Perú
- Atlético Barrio Frigorífico
- Unión Estrella
- Victoria FBC - desciende
- Unión Buenos Aires - desciende

 Final Segunda División
| 29 de febrero de 1948 | Combinado Rímac | 0:0 | White Star | El Potao, Lima |  |

| 14 de marzo de 1948 | Combinado Rímac | 2:0 | White Star | El Potao, Lima |  |

#### Rueda de campeones y ascenso a la 2da división
- Ciclista Alianza Miraflores - 1°, asciende 2da div.
- Deportivo Olivos - 2°, asciende 2da div.
- Defensor Lima - 3°, asciende 2da div.
- Juventud Soledad - 4°, asciende 2da div.
- México FBC Callao
- Juventud Santa Rosa

#### Tercera División

##### Serie 1 (11 equipos)
- Defensor Lima 1°
- Otros equipos

##### Serie 2 (09 equipos)
- Deportivo Olivos 1°
- Otros equipos

##### Serie 3 (12 equipos)
- Juventud Soledad 1°
- Otros equipos

##### Serie 4 (10 equipos)
- México FBC Callao 1°
- Otros equipos

##### Serie 5 (10 equipos)
- Juventud Santa Rosa 1°
- Otros equipos

##### Serie 6 (10 equipos)
- Ciclista Alianza Miraflores 1°
- Otros equipos

### Liga Regional de Lima y Callao 1948
- No se disputó.

### Liga Regional de Lima y Callao 1949

#### Primera División
- Unión Carbone- Campeón sube a Segunda División 1950
- Porvenir Miraflores - Subcampeón sube a Segunda División 1950
- Estudiantes San Roberto
- White Star
- Miguel Grau
- Combinado Rímac
- San Lorenzo de Almagro (Callao)
- Telmo Carbajo
- Deportivo Colonial
- KDT Nacional
- Pedro Icochea
- Juventud Gloria

#### Segunda División
Primera serie
- Juventud Perú - asciende a 1.ª
- Defensor Lima
- Deportivo Olivos
- Ciclista Alianza Miraflores
- Unión Lloque Yupanqui
- San Lorenzo Miraflores
- Villa Olímpica
- Unión Buenos Aires Chorrillos
- Alianza Pino
- Húsares de Junín
- Defensor Guido - desciende a 2da
- Agricultor de Surco - desciende a 2da

Segunda serie
- Juventud Soledad - asciende a 1.ª
- Atlético Barrio Frigorífico
- Unión Estrella
- Juventud White Star
- Atlético Ucayali
- Unión Porvenir
- Águila Negra
- Sportivo Palermo
- Jorge Washington
- Progresista Apurímac
- Once Amigos Lobatón - desciende a 3ra
- Alianza Tucumán - desciende a 3ra

 Final Segunda División
| 18 de septiembre de 1949 | Juventud Soledad | 1:0 | Juventud Perú |  |  |

#### Rueda de campeones de la 3ra Div.
- Alianza Libertad Lince - campeón asciende a 2da
- Unión América - asciende a 2da
- Sport Almagro - asciende a 2da
- Alianza Limoncillo - asciende a 2da
- Juventud Santa Rosa (Callao)

#### Tercera División

##### Serie 1 (12 equipos)
- Unión América 1°
- Otros equipos

##### Serie 2 (12 equipos)
- Alianza Libertad Lince 1°
- Otros equipos

##### Serie 3 (12 equipos)
- Alianza Limoncillo 1°
- Otros equipos

##### Serie 4 (13 equipos)
- Juventud Santa Rosa 1°
- Otros equipos

##### Serie 5 (12 equipos)
- Sport Almagro 1°
- Otros equipos

### Liga Regional de Lima y Callao 1950

#### Primera División
- KDT Nacional - Campeón sube a Segunda División 1951
- Juventud Gloria - Subcampeón sube a Segunda División 1951
- Pedro Icochea
- Combinado Rímac
- Miguel Grau
- Juventud Soledad
- San Lorenzo de Almagro (Callao)
- Telmo Carbajo
- White Star
- Estudiantes San Roberto
- Juventud Perú
- Deportivo Colonial

#### Segunda División
No se jugó por la reestructuración de torneos. Por ubicación en el torneo de 1949 fueron promovidos 9 equipos a la Primera de Lima o del Callao de 1951.
Primera serie
- Defensor Lima - 1.ª Provincial de Lima
- Deportivo Olivos - 1.ª Provincial de Lima
- Ciclista Alianza Miraflores - 1.ª Provincial de Lima
- Unión Lloque Yupanqui - 1.ª Provincial de Lima
- San Lorenzo Miraflores - 2da Provincial de Lima
- Villa Olímpica - 2da Provincial de Lima
- Unión Buenos Aires Chorrillos - 2da Provincial de Lima
- Alianza Pino - 2da Provincial de Lima
- Húsares de Junín - 2da Provincial de Lima
- Alianza Libertad Lince - 2da Provincial de Lima
- Unión América - 2da Provincial de Lima

Segunda serie
- Atlético Barrio Frigorífico - 1.ª Provincial del Callao
- Unión Estrella - 1.ª Provincial del Callao
- Juventud White Star - 1.ª Provincial de Lima
- Sportivo Palermo - 1.ª Provincial de Lima
- Atlético Ucayali - 2da Provincial del Callao
- Unión Porvenir - 2da Provincial de Lima
- Águila Negra - 2da Provincial de Lima
- Jorge Washington - 2da Provincial del Callao
- Progresista Apurímac - 2da Provincial del Callao
- Sport Almagro - 2da Provincial de Lima
- Alianza Limoncillo - 2da Provincial de Lima

#### Rueda de campeones de la Tercera División
- Atlético Espinar Miraflores - Campeón
- Silver Boys
- Defensor Breña
- Roberto Acevedo
- Sportivo Huáscar

#### Tercera División
Luego de finalizado el torneo, para el siguiente año, los clubes pasaron a formar parte de la 3ra Provincial de Lima ó la 3ra Provincial del Callao. 

##### Serie 1 (11 equipos)
- Silver Boys 1°
- Otros equipos

##### Serie 2 (12 equipos)
- Defensor Breña 1°
- Otros equipos

##### Serie 3 (12 equipos)
- Roberto Acevedo 1°
- Otros equipos

##### Serie 4 (12 equipos)
- Sportivo Huáscar (Deportivo Huáscar) 1°
- Otros equipos

##### Serie 5 (12 equipos)
- Atlético Espinar Miraflores (Deportivo Espinar Miraflores) 1°
- Otros equipos